# Trockenbuch
Ein Trockenbuch ist ein buchförmiges Hilfsmittel für Briefmarkensammler zum Trocknen abgelöster Briefmarken. Ein Trockenbuch bietet gegenüber einem herkömmlich bedruckten alten Buch den Vorteil, dass die Briefmarken nicht so leicht an den Buchseiten ankleben und dass keine Druckerschwärze auf die Briefmarken übergehen kann.
Die Innenseiten eines Trockenbuches oder Trockenheftes besteht aus dickem Löschpapier. Zwischen diese Seiten legt man die im Wasserbad abgelösten und vorgetrockneten Briefmarken ein, um restliches Wasser aus den Marken zu entfernen und sie gleichmäßig zu trocknen. Dabei sollte man besonders darauf achten, dass sich auf den Marken keine Reste der Gummierung finden und dass sich die zwischen zwei Seiten gelegten Marken nicht überschneiden. Die Briefmarken könnten ansonsten während des Trocknens aneinander oder an den Innenseiten des Trockenheftes festkleben.
Damit die Briefmarken glatt und nicht wellig bleiben, kann das Trockenbuch mit weiteren Büchern beschwert werden. Nach etwa 24 Stunden sind die Marken trocken und können vorsichtig entnommen werden.
Eine Alternative zum Trockenbuch ist die elektrische Trockenpresse.